# اتحاد المصارف العربية
اتحاد المصارف العربية ( UAB ) هي منظمة مسؤولة عن تعزيز التعاون بين البنوك العربية وتنمية الأعمال المالية العربية وتعزيز الدور التمويلي للمصارف العربية في العالم العربي . تأسس اتحاد المصارف العربية في 13 مارس 1974 ، خلال اجتماع لمجموعة من النخبة من البنوك العربية وقادة الإدارة تحت مظلة المنظمة العربية للتنمية الإدارية. توصل الاجتماع إلى ختام لتأسيس منظمة عربية تعمل في إطار النقابات المنبثقة عن جامعة الدول العربية .
يقع مقر الاتحاد في المنطقة الوسطى في بيروت ، لبنان ولديه ثلاثة مكاتب إقليمية رئيسية في مصر والسودان والأردن . هذا إلى جانب شبكة من العلاقات الاستراتيجية مع المؤسسات المصرفية والمالية الكبرى في البلدان العربية الأخرى حيث يوفر الاتحاد أنواعًا مختلفة من الخدمات للقطاعات المصرفية المحلية.
تتمثل الأهداف النهائية لـه في توطيد العلاقات وتعزيز التعاون بين أعضائها، وتنسيق أنشطتهم، والتأكيد على هويتهم العربية لتأمين المصالح المشتركة. هذا إلى جانب تطور القطاع المصرفي والمالي في الدول العربية، وتعزيز دور المؤسسات المصرفية والمالية العربية في دعم التنمية الاجتماعية والاقتصادية في المنطقة العربية. يسعى الاتحاد إلى أن يكون الدعم الرئيسي والحقيقي للممارسة الاقتصادية العربية المشتركة، وحجر الزاوية في عملية بناء وتنمية التعاون المصرفي لصالح التنمية الاقتصادية والمالية والمصرفية في العالم العربي. 